# J. C. Burke
Pour les articles homonymes, voir Burke.
J. C. Burke, née en 1965 à Sydney, en Australie, est une autrice australienne de roman policier.

## Biographie
Jane Catherine Burke suit une formation d'infirmière au Royal Prince Alfred Hospital (en) et se spécialise en oncologie. Puis, elle suit un cours d'écriture à l'université de Sydney.
En 2003, elle publie son premier roman, White Lies. En 2005, elle fait paraître The Story of Tom Brennan avec lequel elle est lauréate du Children's Book of the Year Award: Older Readers (en) 2006. Avec Pig Boy paru en 2011, elle remporte le prix Ned Kelly 2012 du meilleur roman.

## Œuvre

### Romans
- White Lies (2003)
- The Red Cardigan (2004)
- Nine Letters Long (2005)
- The Story of Tom Brennan (en) (2005)
- Faking Sweet (2006)
- Starfish Sisters (2007)
- Ocean Pearl (2008)
- Pig Boy (en) (2011)
- Pretty Girl (2013)
- The Things We Promise (2017)

## Prix et distinctions

### Prix
- Children's Book of the Year Award: Older Readers (en) 2006 pour The Story of Tom Brennan[1]
- Prix Ned Kelly 2012 du meilleur roman pour Pig Boy[2]

### Nomination
- Davitt Award (en) 2012 pour Pig Boy